# Grotten van Goyet

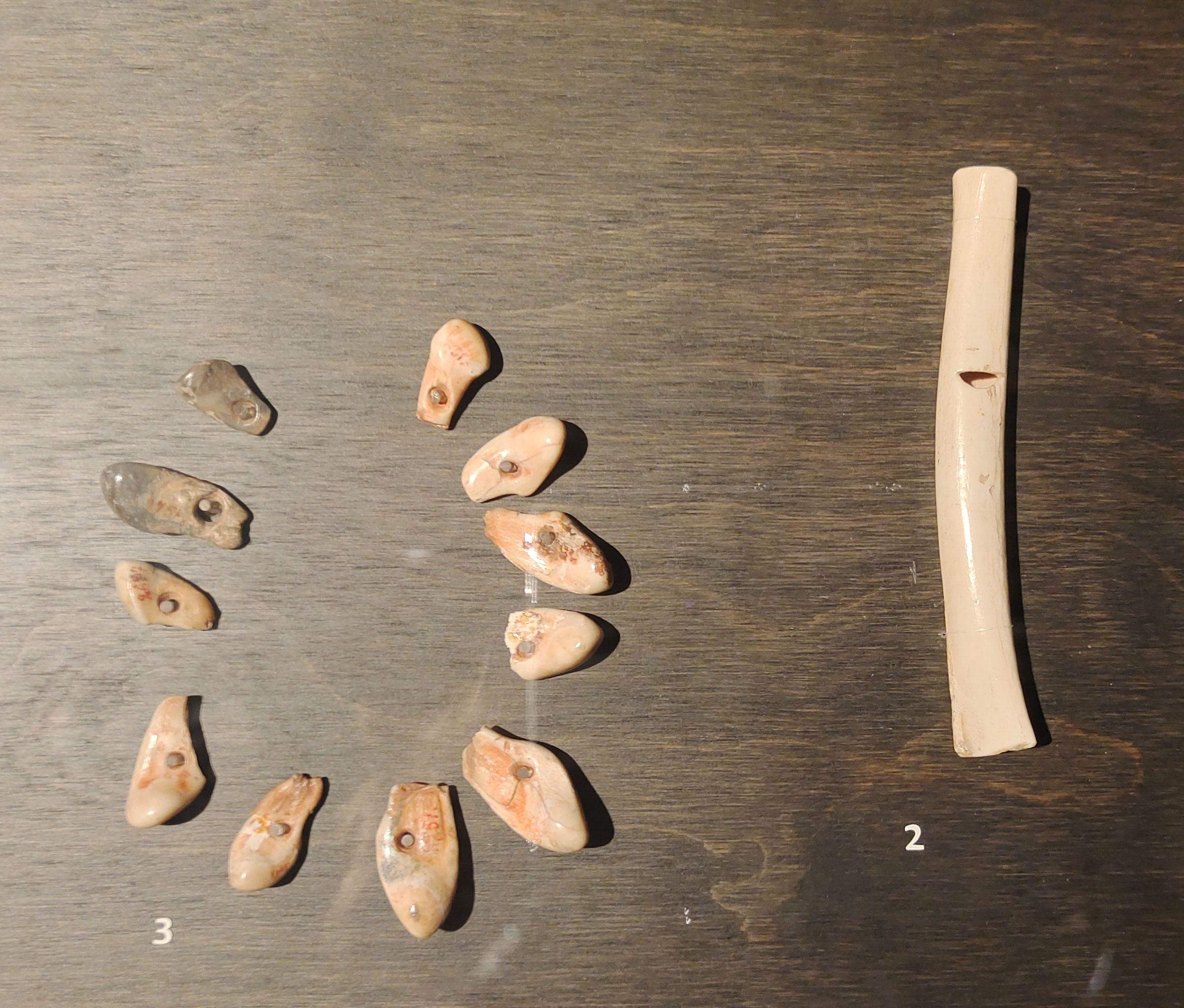
Halssnoer en fluit uit Goyet

De grotten van Goyet bevinden zich iets ten zuiden van het Belgische gehucht Goyet (Gesves), meer bepaald waar de Struviauxbeek  in de Samson loopt. Het is een van de belangrijkste prehistorische sites van België en zelfs van Europa. De locatie is sedert 1976 beschermd.

## Beschrijving
De karstgrotten, uitgeslepen in de kalkformaties langsheen de rechtoever van de Samson, zijn minstens 300 miljoen jaar geleden ontstaan. Het insijpelende water heeft stalactieten en stalagmieten gevormd die soms fantastische figuren aannemen.
De ondergrondse galerijen zijn in te delen in drie zones: de Terrasse classique (een bij alpinisten gekende klif met zeven openingen, waarvan de Troisième Caverne het meest heeft opgeleverd), de Abri supérieur en de Trou du Moulin. Die laatste zone bestaat uit een centrale ruimte met een netwerk naar verdere ruimtes met fraaie namen: Régal des Fées, Atlantide, Salle de Cristal...

## Archeologie
Tijdens verschillende opgravingscampagnes - de eerste in 1867-1868 door geoloog Edouard Dupont - werd een schat aan prehistorisch materiaal aangetroffen: 
- duizenden beenderen van mensen en grote prehistorische zoogdieren (holenberen, wilde paarden, poolvossen, rendieren, muskusossen, mammoeten, lynxen, enz.);
- vuistbijlen en beendernaalden;
- een harpoen;
- een halssnoer van 26 geperforeerde wolventanden en 2 beenderfragmenten;
- een halssnoer van 180 Turritellaschelpen en ivoorstokjes;
- een psammietplaat waarop een steenbok is gegraveerd;
- een versierde geweistaf (bewerkte rendierhoorn met vismotieven);
- fluiten uit geperforeerde beenderen;
- een mes uit een menselijke rib.

In de jaren 50 werd de site soms verhuurd aan amateurarcheologen. Mede daardoor zijn de uit de grotten afkomstige voorwerpen niet alleen te vinden in het Koninklijk Belgisch Instituut voor Natuurwetenschappen, maar ook in talrijke privé-collecties. Marcel Otte voerde een meer wetenschappelijke maar kleinschalige campagne in de jaren 70. Bij nieuwe opgravingen in 1998-2004 werd een kindergraf blootgelegd dat dateert van ongeveer 3.000 jaar v.Chr. Het werd aangetroffen in een nieuw ontdekte galerij, de Trou du Moulin.

## Menselijke bewoning

### Neanderthalers
De menselijke bewoning van de grotten nam een aanvang in het Midden-paleolithicum. Tussen 45.500 en 40.500 jaar geleden leefden er neanderthalers in de Troisième Caverne. Met 99 beenderen toebehorend aan minstens vijf individuen, levert Goyet de grootste collectie neanderthalers van Noord-Europa. Tientallen beenderen vertonen snijsporen, inkepingen en ronde inslagen, wat wijst op kannibalisme. De lijken zijn gevild en gefileerd als dieren en de botten zijn gekraakt om het merg eruit te zuigen. Vier exemplaren werden nadien gebruikt om silexgereedschap mee te slijpen.

### Vroege moderne mensen
Vanaf 35.000 verbleven er vroege moderne mensen. In hoeverre de twee mensensoorten hier mogelijk samengeleefd hebben, wordt nog onderzocht. Goyet is de enige vindplaats met fossielen van Europese bevolkingsgroepen uit verschillende tijdsgewrichten, waaronder fossielen die behoren tot de vroegste tak van moderne Europeanen (ca. 35.000 BP). Hun beschadigde maar leesbare DNA is gebruikt in studies naar de oorsprong en migratie van de Europese ijstijdbevolking. Mitochondriaal DNA toonde de aanwezigheid van onder andere haplogroep M, waarschijnlijk afkomstig van de eerste moderne Europeanen uit het initieel laatpaleolithicum. Deze haplogroep is  vrijwel afwezig bij huidige Europeanen en wordt tegenwoordig vooral aangetroffen in Azië. Ook de bestudering van het celkern-DNA leverde baanbrekende resultaten op (acht Goyetfossielen gebruikt op een sample van 51). Het 35.000 jaar oude opperarmbeen van een man uit Goyet is in verband gebracht met de Aurignacien-cultuur. Kort daarna werd deze cultuur verdrongen door een genetisch onderscheiden Gravettien-bevolking (vanaf 34.000 BP), maar rond 25.000 BP doken nazaten terug op in Spanje. Hun cultuur was die van het Magdalenien. Vanaf 19.000 BP verspreidden ze zich terug over Europa.

### Neolithicum
In 1998 zijn beenderen van een twaalfjarig kind aangetroffen in een spleet hoog in de Salle de l'Enfant. De resten zijn gedateerd rond 3.000 jaar v.Chr. Ondanks de ongebruikelijke positie zijn er voldoende elementen om van een graf te spreken. Samen met sommige culturele artefacten, zoals de doorboorde beenderen, wijst het erop dat de grotten van Goyet nog in het late neolithicum bewoond waren. Uit de IJzertijd, ca. 500 v.Chr., stamt een mes dat gemaakt is uit een menselijke rib.

## Hond van Goyet

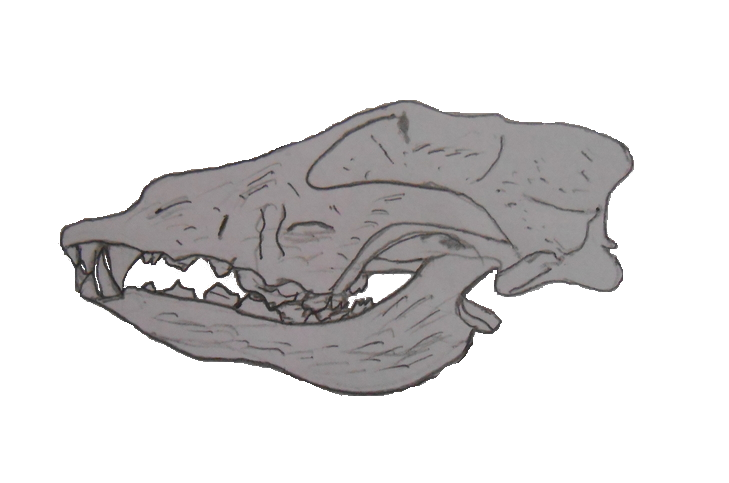
hondenschedel van Goyet

Onder impuls van paleontoloog Mietje Germonpré is een schedel die in de jaren 1860 gevonden werd in de grotten opnieuw onderzocht en geïdentificeerd als die van een paleolithische hond. Daarmee werd het ca. 31.700 jaar oude fossiel meteen ook het oudste gedomesticeerde dier tot nog toe gevonden. Op basis van het mitochondriaal DNA kon worden vastgesteld dat het niet om een directe voorouder van de moderne hond ging, maar eerder om een uitgestorven zijtak.
Een andere studie weersprak deze classificatie, puur op basis van morfologische argumenten, en besloot dat het uiteindelijk toch om een wolvenschedel zou gaan. Het oorspronkelijke team betwistte echter de gebruikte methodes en bleef erbij dat in Goyet een paleolithische hond is aangetroffen, verwant aan iets jongere vondsten uit Předmostí, Jelisejevitsji, Mezin en Mezjyritsj.

## Trivia
- Voor de serie Hotel 13 werden er opnames gemaakt voor het tweede seizoen in en rondom de grot.